# FerroTale

Колектив театру "Вечори на хуторі поблизу Диканьки"

Колектив театру "За двома зайцями"

FerroTale — корпоративний театр створений у співпраці працівників Ferrexpo, полтавського театру імені М.В. Гоголя 26 січня 2023 року та за сприянням Ferrexpo - Ukrainian.

Сторінка в Instagram: 

## Посади професійних творчих працівників театру
- Керівниця проєкту, авторка ідеї та засновниця — Олена Цебінога[2][3]
- Режисер постановник — Заслужений діяч мистецтв України Владислав Шевченко
- Художниця постановниця — Ірина Кліменченко[4]
- Художник постановник — Назар Майструк[5]
- Головна балетмейстерка постановниця — Світлана Мельник[6]
- Головна хормейстерка постановниця — Наталія Зайко[7]
- Особлива подяка HR директорці Полтавського гірничо-збагачувального комбінату Анні Адом[8][9]

## Вистави
1. «За двома зайцями» М. Старицький. На сцені, Ferrotale у Горішнях Плавнях (16.07.2023 рік)
2. «Вечори на хуторі поблизу Диканьки» О. Юшкевич за М. Гоголем. На сцені, Ferrotale у Горішнях Плавнях (13.01.2024 рік)
3. «Вечори на хуторі поблизу Диканьки» О. Юшкевич за М. Гоголем. На сцені театру ім. Гоголя, Ferrotale у Полтаві (28.12.2024рік)

## Учасники

### Актори
| ПІБ актора                     | посада                                                                   | За двома зайцями                    | Вечори на хуторі поблизу Диканьки | Вечори на хуторі поблизу Диканьки (в м. Полтава в театрі ім. Гоголя) |
| ------------------------------ | ------------------------------------------------------------------------ | ----------------------------------- | --------------------------------- | -------------------------------------------------------------------- |
| Патейчук Олександр             | начальник дільниці                                                       | Степан Глейтюк                      | Сотник / колядник                 | Сотник / колядник                                                    |
| Рець Андрій Вікторович         | водій                                                                    | Прокіп Свиридович Сірко, тато Проні | Чуб                               | Чуб                                                                  |
| Рець Ірина Михайлівна          | фахівчиня з персоналу                                                    | Галя                                | Цариця                            | Цариця                                                               |
| Сивоконь Віра Віталіївна       | фахівчиня з персоналу                                                    | Наталка, подружка Проні             | Одарка, подружка Оксани           | Одарка, подружка Оксани                                              |
| Сивоконь Олександр Олексійович | агент з митного оформлення                                               | Хор, балет                          | Дяк                               | Дяк                                                                  |
| Волкова Наталія Юріївна        | машиністка крану                                                         | Балет                               | Відьма (балет)                    |                                                                      |
| Бердник Світлана Вікторівна    | чергова залізничного переїзду                                            |                                     | Колядниця                         | Колядниця                                                            |
| Логінова Вікторія Василівна    | нач. відділу генерального планування                                     |                                     | Чортиця                           |                                                                      |
| Манжарова Ольга Валеріївна     | інженерка з підготовки виробництва                                       | Монашка 1                           | Чортиця                           | Чортиця                                                              |
| Алєксєєва Катерина             | інженерка з проєктно-кошторисної роботи                                  |                                     | Колядниця                         | Колядниця                                                            |
| Панасюк Олена Іванівна         | машиністка насосних установ                                              | Нюра, подружка Проні                | Відьма (балет)                    | Відьма (балет)                                                       |
| Кравцова Яна                   | диспетчерка автомобільного транспорту                                    | Зоряна, кума Секлити                | Панасиха                          | Панасиха                                                             |
| Яшник Наталія Анатоліївна      | бухгалтерка                                                              | Хор                                 | Колядниця                         | Колядниця                                                            |
| Стагінська Ольга Олегівна      | комірниця                                                                |                                     | Чортиця                           | Чортиця                                                              |
| Дубіщев Віталій Євгенійович    | слюсар по ремонту рухомого складу                                        | Бас 2                               | Чорт                              | Чорт                                                                 |
| Люлька Дмитро Сергійович       | старший економіст                                                        |                                     | Вакула                            | Вакула                                                               |
| Яворська Вікторія Сергіївна    | інженерка з підготовки виробництва                                       | Балет                               | Оксана                            | Оксана                                                               |
| Запорожченко Юлія Григорівна   | інженерка-конструкторка                                                  |                                     | Чортиця                           | Чортиця                                                              |
| Губа Наталя Іванівна           | лаборантка з аналізу газів та пилу                                       | Харитина (лимарка)                  | Колядниця                         |                                                                      |
| Клименко Євгеній Миколайович   | завідувач підприємством громадського харчування                          | Друг Степана, хор, балет            | Голова                            | Голова                                                               |
| Нікітченко Анна Геннадіївна    | фахівчиня з організації діловодства                                      | Проня                               |                                   | Дячиха                                                               |
| Огорєва Наталія Вікторівна     | диспетчерка залізничного транспорту                                      | Агафія(шинкарка)                    | Солоха                            | Солоха                                                               |
| Земляний Михайло Юрійович      | інженер з налагодження та вимірювань                                     | Друг Степана, хор, балет            | Козак                             |                                                                      |
| Головко Валентина Андріївна    | операторка з обробки інформації                                          |                                     | Ткачиха                           | Ткачиха                                                              |
| Хамчукова Ольга Олегівна       | фахівчиня                                                                | Химка                               | Химка, подружка Оксани            | Химка, подружка Оксани                                               |
| Момот Євгенія Вікторівна       | фахівчиня з організації навчання                                         | Ніна, подружка Проні                |                                   | Відьма (балет)                                                       |
| Дика Оксана Анатоліївна        | начальниця департаменту організаційного розвитку                         |                                     | Чортиця                           | Чортиця                                                              |
| Равінська Віта Олегівна        | начальниця випробувального центру                                        | Миланія (знахарка)                  | Колядниця/ Статсдама              | Колядниця/ Статсдама                                                 |
| Козюра Юлія Миколаївна         | чергова по залізничній станції                                           |                                     | Чортиця                           | Чортиця                                                              |
| Олексюк Марина Вікторівна      | змінна майстриня ОВД                                                     |                                     | Колядниця                         |                                                                      |
| Григоренко Єлісей Олегович     | майстер РТУ                                                              |                                     | Остап Шуваленко                   | Остап Шуваленко                                                      |
| Капанська Інна Борисівна       | статистка з обліку виробничих даних                                      | Настя, подружка Проні               | Дячиха                            |                                                                      |
| Нагорний Олег Васильович       | майстер                                                                  | Друг Степана, хор, балет            | Козак/колядник                    |                                                                      |
| Нагорна Вікторія Валентинівна  | комірниця                                                                |                                     | Відьма (балет)                    |                                                                      |
| Федорчук Надія Степанівна      | старша фахівчиня з портфельного управління служби інвестицій та розвитку |                                     | Переперчиха                       | Переперчиха                                                          |
| Сьомік Юлія Петрівна           | фахівчиня з стратегічних проектів технічного розвитку                    | Балет                               |                                   |                                                                      |
| Кібець Інна                    | операторка пульта керування                                              | Секлита                             |                                   |                                                                      |
| Кібець Евеліна-Єва             | донька акторки                                                           | Балет                               |                                   |                                                                      |
| Цимбал Ірина Миколаївна        | провідна фахівчиня з облікової звітності                                 | Явдокія Пилипівна, мама Проні       | Мірчиха                           | Мірчиха                                                              |
| Пальоха Сергій                 | начальник цеху виробництва окатків                                       | Голохвостий                         |                                   |                                                                      |
| Стародубов Олександр           | заступник директора з інноваційного розвитку                             |                                     | Гриць, товариш Вакули             |                                                                      |
| Гончар Вячеслав Олександрович  | слюсар-ремонтник                                                         |                                     | Кум Панас                         | Кум Панас                                                            |
| Іл'їн Сергій Миколаєвич        | начальник служби технічного обслуговування                               |                                     | Пацюк                             | Пацюк                                                                |
| Іл'їна Юлія Анатоліївна        | інженерка-конструкторка                                                  |                                     | Відьма (балет)                    | Відьма (балет)                                                       |
| Янкова Олена Володимирівна     | буфетниця                                                                | Хор                                 |                                   |                                                                      |
| Геник Оксана Павлівна          | молодша фахівчиня з діловодства                                          |                                     | Колядниця                         |                                                                      |
| Дерев'янко Наталія Григорівна  | чергова залізничної станції                                              | Божена (ткачиха)                    | Колядниця                         |                                                                      |
| Ясиньска Людмилаи Віталіївна   | провідна фахівчиня                                                       |                                     | Відьма (балет)                    | Відьма (балет)                                                       |
| Кірносова Світлана             | асистенка керівника                                                      | Устя (черевичниця)                  |                                   |                                                                      |
| Лященко Костянтин Сергійович   | машиніст млинів збагачування                                             |                                     | Козак / колядник                  | Гриць, товариш Вакули                                                |
| Рева Максим Леонідович         | майстер з ремонту технологічного устаткування                            |                                     | Потьомкін / колядник              | Потьомкін                                                            |
| Романов Роман                  | начальник дільниці                                                       |                                     | Микола, товариш Вакули            |                                                                      |
| Марценковська Марина           | старша комірниця                                                         |                                     | Відьма (балет)                    |                                                                      |
| Гончаренко Антоніна Василівна  | молодша фахівчиня по роботі з операторами мобільного зв'язку             | Марта, кума Секлити                 | Відьма                            | Відьма                                                               |
| Ковальський Микола Антонович   | машиніст бульдозера                                                      |                                     |                                   | Козак / колядник                                                     |
| Ковальська Вероніка Миколаївна | електрослюсарка чергова та з ремонту устаткування                        |                                     |                                   | Відьма (балет)                                                       |
| Боцула Володимир Сергійович    | майстер                                                                  |                                     |                                   | Козак / колядник                                                     |
| Опацький Олександр Борисович   | майстер з РТУ                                                            |                                     |                                   | Козак / колядник                                                     |
| Медведєва Валентина Григорівна | фахівець з організації оцінювання Кваліфікаційного центру                |                                     |                                   | Колядниця                                                            |
| Дядюра Оксана                  | головний метролог                                                        |                                     |                                   | Колядниця                                                            |

### Адміністрація
| ПІБ адміністратора             | посада                                                                   | За двома зайцями | Вечори на хуторі поблизу Диканьки | Вечори на хуторі поблизу Диканьки (в Полтаві в театрі ім. Гоголя) |
| ------------------------------ | ------------------------------------------------------------------------ | ---------------- | --------------------------------- | ----------------------------------------------------------------- |
| Шумейко Оксана Петрівна        | менеджерка з персоналу                                                   | +                | +                                 |                                                                   |
| Сергієнко Оксана Григорівна    | провідна фахівчиня з персоналу                                           | +                | +                                 |                                                                   |
| Чиж Катерина Володимирівна     | провідна фахівчиня з персоналу                                           | +                | +                                 |                                                                   |
| Орехова Наталія Петрівна       | менеджерка з адміністративної діяльності                                 | +                | +                                 | +                                                                 |
| Онищенко Вікторія              | контролерка продукції збагачення                                         | +                | +                                 | +                                                                 |
| Головко Алла Олександрівна     | майстриня з ремонту технологічного устаткування                          |                  | +                                 | +                                                                 |
| Терещенко Анастасія Василівна  | старша фахівчиня з портфельного управління служби інвестицій та розвитку |                  | +                                 | +                                                                 |
| Козюра Любов                   | бізнес-партнерка з персоналу                                             | +                |                                   |                                                                   |
| Горбенко Ганна                 | інженерка з охорони праці                                                | +                | +                                 | +                                                                 |
| Тур Світлана Володимирівна     | майстриня з організації виробництва                                      |                  | +                                 | +                                                                 |
| Пономаренко Ірина Олегівна     | провідна фахівчиня відділу обліку та звітності                           | +                | +                                 | +                                                                 |
| Яропуда Анна Євгеніївна        | інженерка-технологиня                                                    | +                |                                   |                                                                   |
| Попкова Ірина Олександрівна    | геологиня                                                                | +                |                                   | +                                                                 |
| Ковальська Оксана Вячеславівна | фахівчиня з персоналу                                                    | +                | +                                 | +                                                                 |